# PrestaShop
PrestaShop – otwarte oprogramowanie sklepu internetowego udostępniane na licencji Open Software License w wersji 3.0.
Od kwietnia 2012 roku dyrektorem światowym firmy PrestaShop był Polak Benjamin Teszner.

## Główne cechy
- edytor WYSIWYG,
- zarządzanie serwisem,
- wsparcie międzynarodowe,
- wsparcie i optymalizacja dla SEO,
- obsługa dowolnej ilości wersji językowych,
- wystawianie faktur (do pobrania w pliku PDF),
- zarządzanie dostawami i płatnościami,
- płatności np. kartą kredytową, PayPal, Przelewy24, PayU itp.,
- praca na wielu walutach (możliwość przeliczania kursów walut w trybie rzeczywistym),
- zarządzanie zamówieniami,
- obsługa klienta,
- zarządzanie katalogiem produktów,
- obsługa kanałów RSS,
- newsletter,
- tagowanie produktów i chmurka tagów,
- śledzenie przesyłki,
- powiadomienia przez SMS,
- obsługa kodów kreskowych,
- przyjazne adresy URL / odnośniki bezpośrednie,
- wyszukiwanie produktów,
- porównanie cech kilku produktów jednocześnie,
- import danych ze sklepów opartych na osCommerce (można zaimportować m.in. katalog produktów, dane klientów, zamówień, kategorii).

Oprogramowanie PrestaShop oferuje ponad 310 różnych funkcji. Głównie polecane jest małym i średnim sklepom internetowym. Wersja rozszerzona sprawdzi się jednak również w przypadku dużych portali. 
PrestaShop posiada systemy komentarzy, banerów, analizy zamówień, systemy rabatowe, dodatkowej prezentacji wybranych produktów i wiele innych.
PrestaShop pozwala na pisanie, programowanie i instalowanie dodatkowych zewnętrznych modułów np. płatności, porównywarek, systemów śledzenia przesyłek itp.
Można także tworzyć indywidualne szablony graficzne, zmieniając w ten sposób domyślny wygląd sklepu.
Większość pytań i problemów związanych z aplikacją jest poruszanych na forum dyskusyjnym projektu.